# Milan Dor

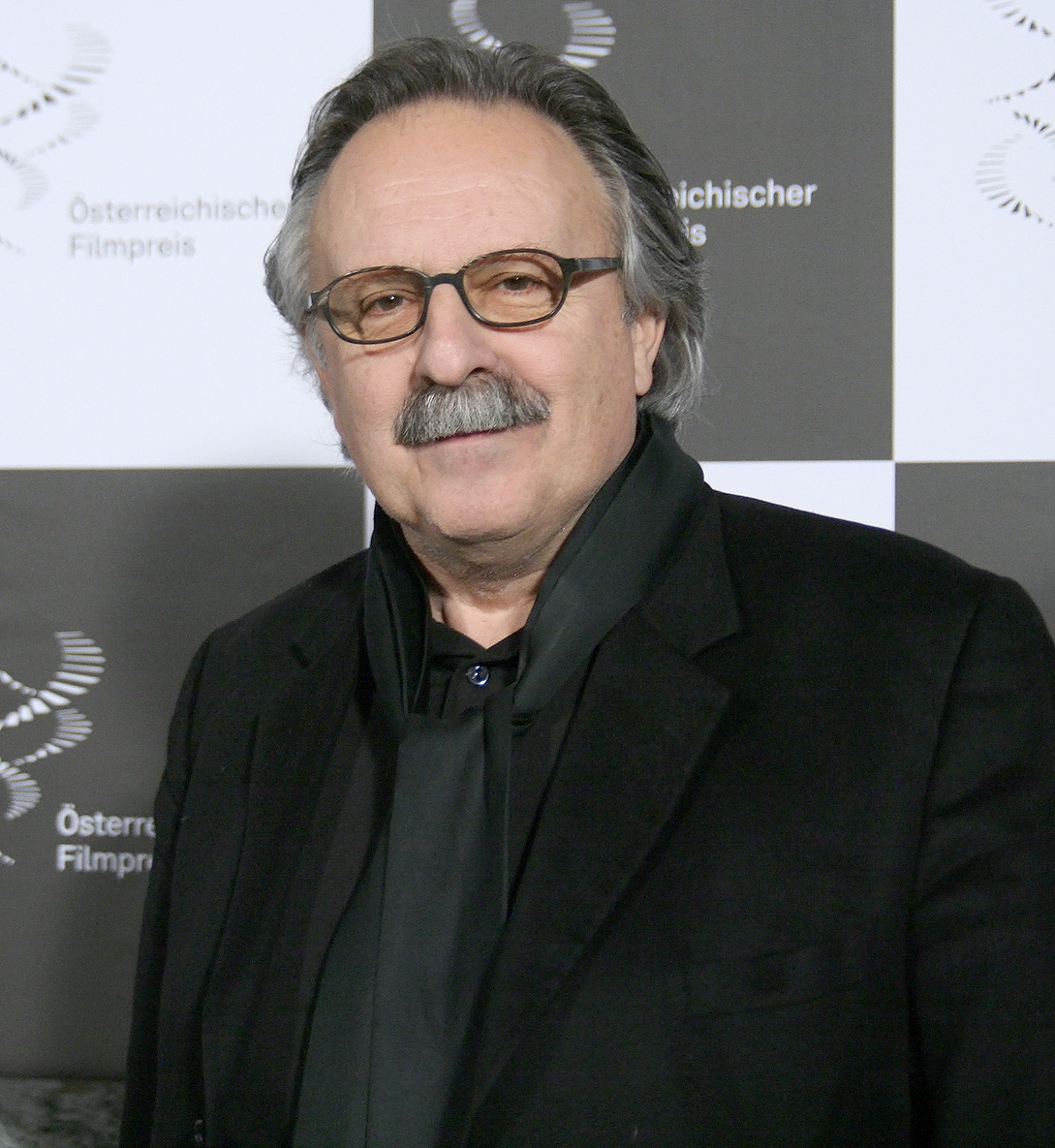
Milan Dor (2012)

Milan Dor (* 25. Juni 1947 in Wien) ist ein österreichischer Filmproduzent, Drehbuchautor, Regisseur und Filmschauspieler.

## Leben
Milan Dor ist der Sohn des Schriftstellers Milo Dor. Er absolvierte 1972 die Filmakademie Wien, war 1977 Regieassistent bei der Verfilmung des Böll-Romans Gruppenbild mit Dame mit Romy Schneider und Brad Dourif in den Hauptrollen, und führte in den 1980er Jahren Regie bei fünf Kino-Filmen und zahlreichen Fernsehproduktionen.
Dors größter Erfolg als Regisseur war der Spielfilm Malambo mit Klaus Rohrmoser in der Rolle eines jugendlichen Entfesselungskünstlers, der beim Filmfestival in Mannheim 1984 mit dem Großen Preis der Stadt Mannheim ausgezeichnet wurde. 1993 trat er als Schauspieler in Cappuccino Melange, mit Josef Hader und Alfred Dorfer in Erscheinung. 1994 verfilmte er mit Internationale Zone den gleichnamigen Roman seines Vaters.
Milan Dor ist Vorstandsvorsitzender des Drehbuchforum Wien. Er ist mit der Filmproduzentin Katja Dor-Helmer verheiratet.

## Auszeichnungen
- 1985: Österreichischer Würdigungspreis für Filmkunst[4]
- 2014: Österreichischer Filmpreis 2014 für Deine Schönheit ist nichts wert als „Bester Spielfilm“[5]

## Filmografie
Mit der Produktionsfirma DOR Film, die er 1988 mit Danny Krausz gründete, produzierte er u. a. folgende Spielfilme und Fernsehserien:
- 1993: Indien
- 1994: Die Knickerbocker-Bande: Das sprechende Grab (auch Drehbuch)
- 1994: Ich gelobe
- 1995/96: Die Knickerbocker-Bande (auch Drehbuch)
- 2004: C(r)ook
- 2012: Deine Schönheit ist nichts wert
- 2020: Madison (Drehbuch)

Auswahl an Projekten zusammen mit seiner Ehefrau:
- 2004: Drehbuch für Villa Henriette
- 2012: Drehbuch für Das Pferd auf dem Balkon

## Theaterproduktionen
- 2014: Die Schüsse von Sarajevo (nach Milo Dor), Theater in der Josefstadt